# Tracy Looze-Hargreaves
Tracy Looze-Hargreaves (Bulli, 16 augustus 1973), bijgenaamd Princess, is een van oorsprong Australische triatlete. Ze nam eenmaal deel aan de Olympische Spelen.
In 2002 wist ze de triatlon van Holten te winnen. In 2003 trouwde ze met toptriatleet Dennis Looze en kreeg zodoende een Nederlands paspoort. Hierdoor mocht ze voor Nederland uitkomen op de Olympische Spelen van 2004. Ze behaalde een 29e plaats in een tijd van 2:10.35,81.
Ze is aangesloten bij Multi Supplies Team.

## Titels
- Australisch kampioen triatlon - 1999

## Palmares

### triatlon
- 1999: 27e ITU wereldbekerwedstrijd in Ishigaki
- 1999: 15e ITU wereldbekerwedstrijd in Gamagori
- 1999: 12e ITU wereldbekerwedstrijd in Sydney
- 1999:  ITU wereldbekerwedstrijd in Kappell-op-den-bos
- 1999:  ITU wereldbekerwedstrijd in Tiszaujvaros
- 1999:  ITU wereldbekerwedstrijd in Lausanne
- 2000: 9e ITU wereldbekerwedstrijd in Toronto
- 2001: 5e ITU wereldbekerwedstrijd in Tiszaujvaros
- 2002:  ITU wereldbekerwedstrijd in Tiszaujvaros
- 2002: 11e ITU wereldbekerwedstrijd in Nice
- 2002: DNF ITU wereldbekerwedstrijd in Funchal
- 2002:  triatlon van Holten
- 2003: 12e ITU wereldbekerwedstrijd in Geelong
- 2003: 4e ITU wereldbekerwedstrijd in Tiszaujvaros
- 2003: 14e ITU wereldbekerwedstrijd in Salford
- 2003: 20e ITU wereldbekerwedstrijd in Ishigaki
- 2003: 29e EK olympische afstand - 2:18.43
- 2003: 21e WK olympische afstand - 2:11.24
- 2004:  NK olympische afstand in Zundert
- 2004: 7e WK olympische afstand in Ishigaki
- 2004: DNF WK olympische afstand in Salford
- 2004: 29e Olympische Spelen van Athene -2:10.35,81